# Maruinae
Sous-famille
Les Maruinae sont une sous-famille d'opilions laniatores de la famille des Assamiidae.

## Distribution
Les espèces de cette sous-famille se rencontrent en Afrique  subsaharienne.

## Liste des genres
Selon World Catalogue of Opiliones (17/06/2021) :
- Abanatus Roewer, 1950
- Celimba Roewer, 1940
- Congonia Roewer, 1935
- Katangania Kauri, 1985
- Kituvia Kauri, 1985
- Marua Staręga, 1992
- Mwenga Kauri, 1985

## Publication originale
- Roewer, 1935 : « Alte und neue Assamiidae. Weitere Weberknechte VIII (8. Ergänzung der "Weberknechte der Erde" 1923). » Veröffentlichungen aus dem Deutschen Kolonial- und Übersee-Museum in Bremen, vol. 1, no 3, p. 1–168.